# Käppalaviken

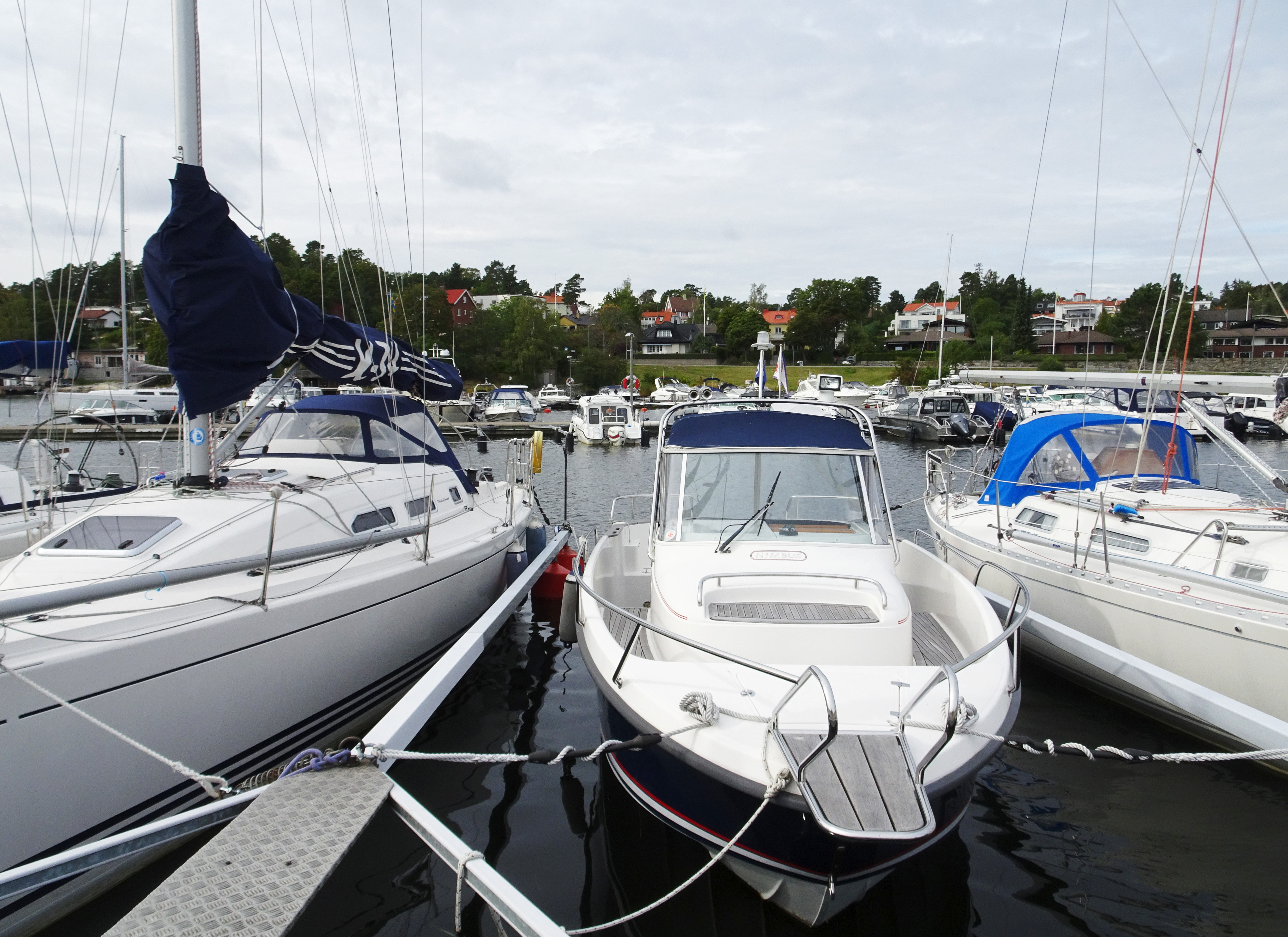
Käppalaviken september 2021.

Käppalaviken är en vik av Halvkakssundet som ligger i kommundelarna Brevik och Käppala i Lidingö kommun. Kommundelsgränsen går ungefär mitt i viken.

## Beskrivning

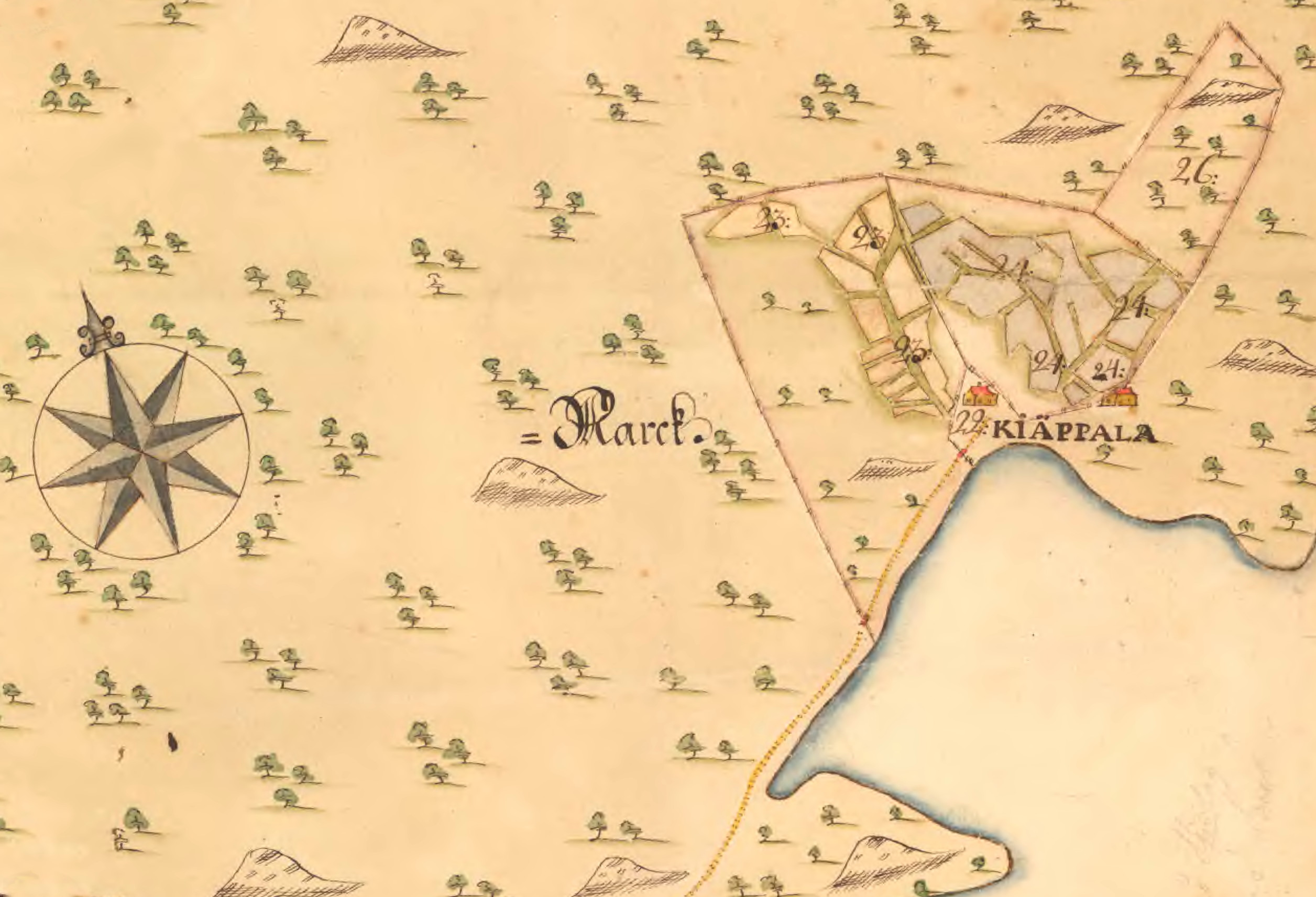
Käppala gård och viken 1720.

Viken har sitt namn efter Käppala gård och redovisas redan 1720 på kartografen Lars Kietzlinghs Geometrisk Charta öfwer Gåshaga, Killinge, Kiäppala och Stora Bredwijk. Käppalaviken är en del av Halvkakssundet (ibland kallad ”Stora Segelleden”) som i sin tur är ett sund av Östersjön i Stockholms inre skärgård. Maximala vattendjupet i viken är mellan sex och tio meter. Käppalas historiska bebyggelse låg på en uppodlad slänt direkt norr om Käppalaviken, ungefär mellan dagens Södra Kungsvägen och Jupitervägen. Av gården finns ingenting bevarad.
Redan 1869 etablerades här en av de första storskaliga industrierna på Lidingön. Det var Käppala ångsåg som hade sin verksamhet vid viken mellan 1869 och 1899. Sågen  blev en viktig hamn för trävaruhandeln i Stockholm. Hit flottades timmer från hela Mälardalen och till och med från Åland för att bearbetas vidare. Det färdiga virket skeppades sedan med segelfartyg till utländska hamnar.
I början av 1900-talet växte en av Lidingös många villasamhällen fram vid viken och i den närmaste omgivningen. Det var bland annat den vackra utsikten som lockade välbeställda stockholmare att bygga sommarvillor eller påkostade året runt-villor. En av dem reser sig på en klippa söder om viken och kallas Villa Klippudden, uppförd 1910 för konstnären Otto Gripensvärd.
År 1947 bildades Käppala Båtsällskap (KBS) som sedan dess huserar på marken för den tidigare sågen. Den från början helt öppna viken började man mellan 1940- och 1970-talen skydda med en idag cirka 150 meter lång pir. I vikens norra del, utanför piren, finns sedan 1930-talet Käppalabadet, en mindre kommunal badplats med sandstrand och klippor.

## Bilder

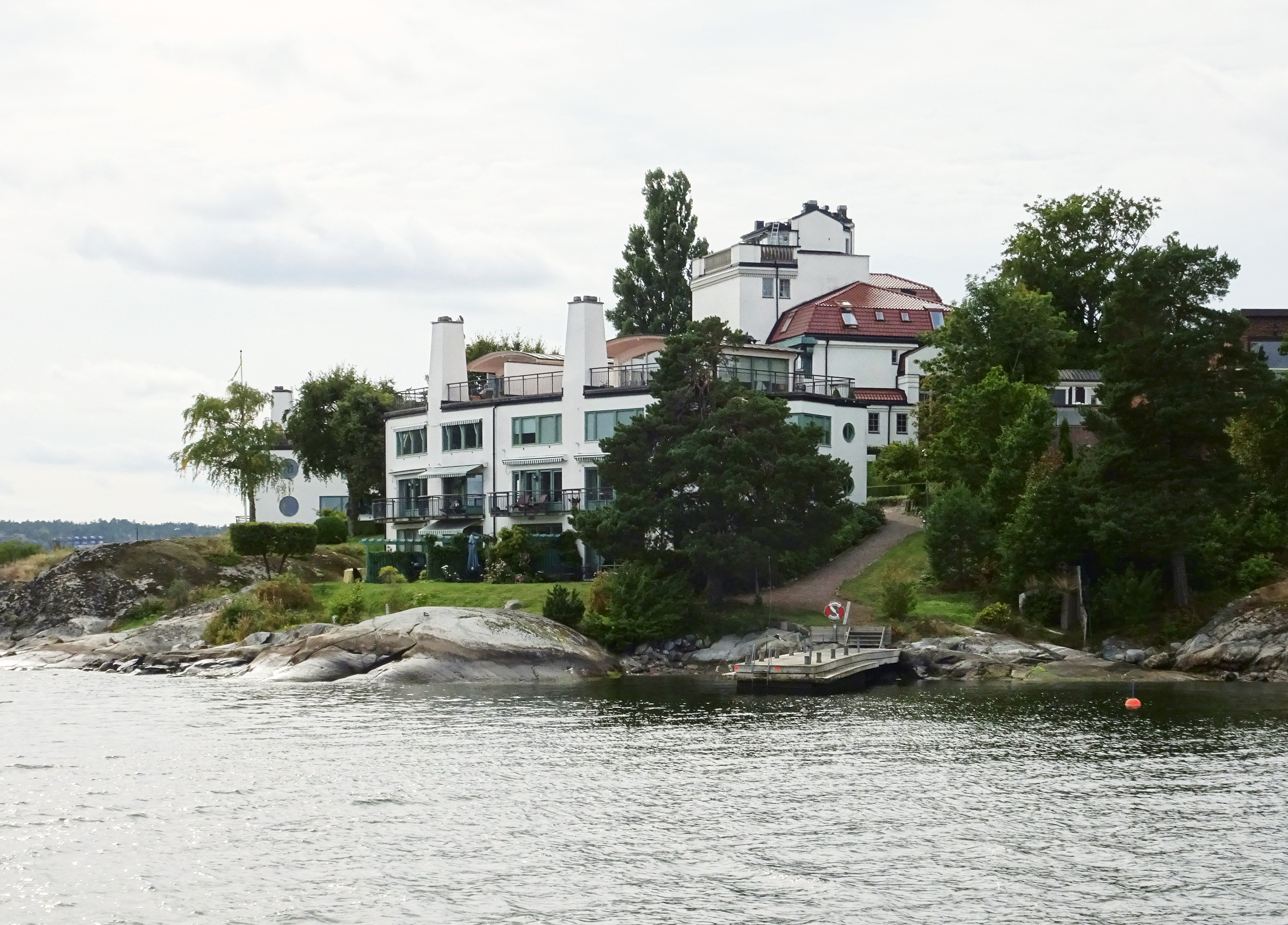
Viken mot söder med Villa Klippudden.
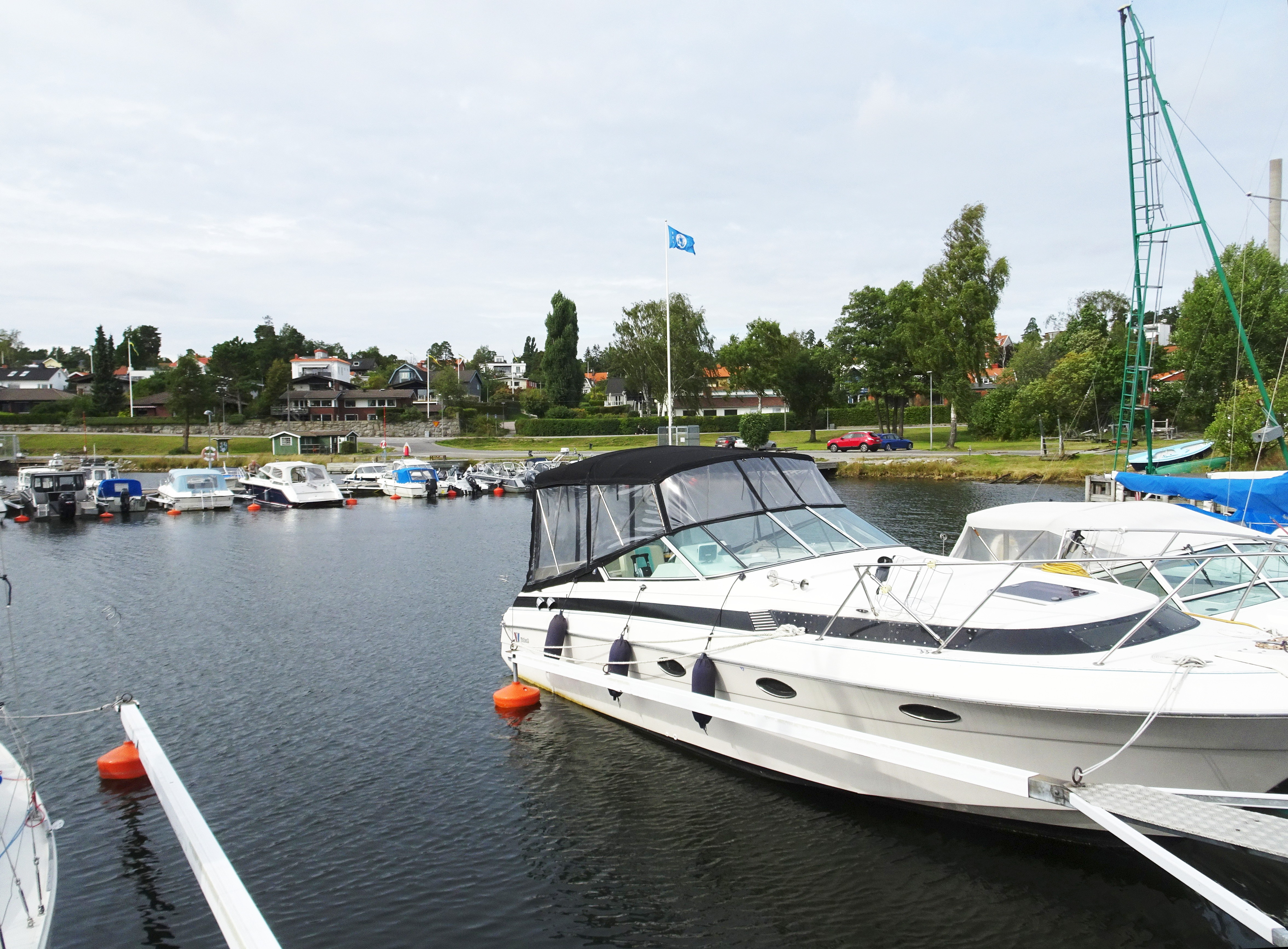
Viken sedd från piren inåt land.
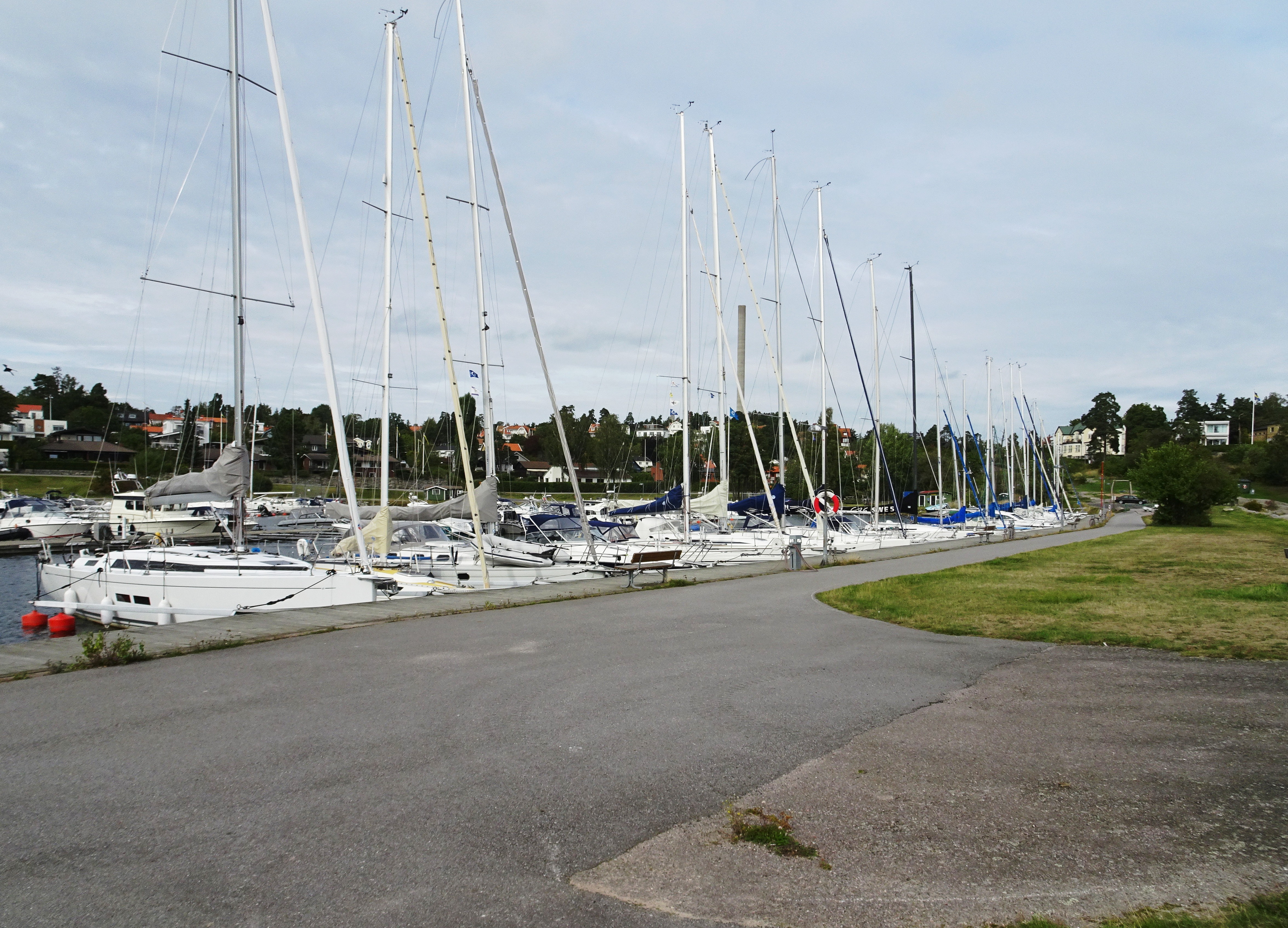
Käppalavikens pir sedd mot nordost.
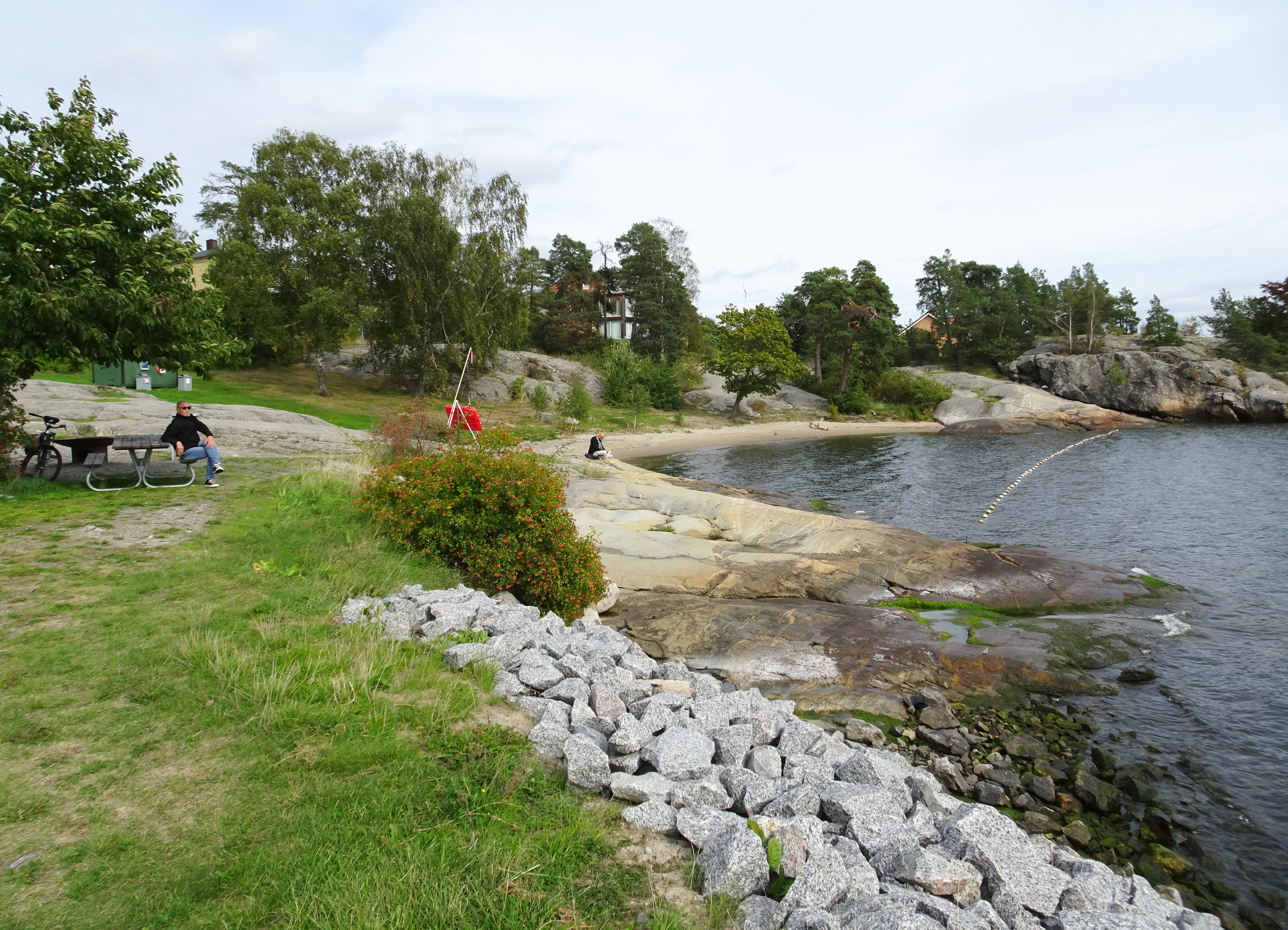
Käppalabadet, vy mot norr.